# Račice, Rakovník
Račice là một làng thuộc huyện Rakovník, vùng Středočeský, Cộng hòa Séc.